# Evropská turistika
Evropská turistika je druhá komorní opera (miniopera) českého skladatele Josefa Berga napsaná na skladatelovo vlastní libreto v letech 1963-1964. Poprvé ji nastudovalo brněnské Operní studio Janáčkovy akademie múzických umění v roce 1967 spolu se dvěma dalšími Bergovými minioperami, starším Odysseovým návratem a mladším Eufridem před branami Tymén, a předvedlo ji v Praze i v Brně.
Jako ostatní opery této trilogie má Evropská turistika protiválečný námět. Jevištní akce je situována do doby německého vpádu do Francie na počátku II. světové války a dělí se do krátkých, překvapivě kontrastujících scén. Spojuje je příběh mladého německého vojáka Karla, který se ze zamilovaného, něžného chlapce stává bezduchou součástí vojenské mašinérie. Jeho bývalý učitel je nyní důstojníkem a uděluje mu rozkazy, které Karel slepě vykonává. Brzy ve válce padne a jeho duch bloudí bojištěm. Karlova milovaná dívka Marie jej nakonec rozpoznává v soše Neznámého vojína.
Název Evropská turistika vychází ze scény, ve které němečtí důstojníci před vypuknutím války jako turisté chtějí navštívit francouzské území, aby získali vojensky využitelné informace, a vedou zdvořilý rozhovor s francouzským celníkem.
Opera je rozepsána pro šest pěvců/herců a instrumentována pouhými šesti melodickými nástroji a soupravou bicích. Hudba je velmi výmluvná a využívá různé hudební formy, které vystihují rychle se střídající vojenskou, milostnou, slavnostní, smuteční i přízračnou atmosféru. Celá opera trvá zhruba půl hodiny.
V Evropské turistice je zřetelný vliv hudebního divadla Bertolda Brechta a Kurta Weilla.
Roku 1971 uvedlo Evropskou turistiku Národní divadlo Brno na scéně v Redutě spolu s dalšími Bergovými operami Eufrides před branami Tymén a Johanes doktor Faust. Roku 1997 natočil televizní inscenaci opery pro Českou televizi režisér Jiří Nekvasil. V inscenaci účinkují sólisté Opery Furore, výtvarnou stránku zabezpečil Daniel Dvořák a hudební dirigent Petr Kofroň.